# Bill Snyder Family Football Stadium
O Bill Snyder Family Football Stadium é um estádio localizado em Manhattan, Kansas, Estados Unidos, possui capacidade total para 50.000 pessoas, é a casa do time de futebol americano universitário Kansas State University Wildcats football da Universidade Estadual do Kansas. O estádio foi inaugurado em 1968 em substituição ao World War I Memorial Stadium, o nome é em homenagem ao ex-técnico Bill Snyder.